# ایشیرو هوندا
ایشیرو هوندا (انگلیسی: Ishirō Honda؛ ژاپنی: 本 多 猪 四郎؛ زاده ۷ مهٔ ۱۹۱۱ درگذشته ۲۸ فوریهٔ ۱۹۹۳) کارگردان اهل ژاپن بود.ایشیرو هوندا که گاهی در اکران های بین المللی با عنوان "اینوشیرو هوندا" اشتباه شناخته می شد ، کارگردان و فیلمنامه نویس ژاپنی بود. او بیشتر بخاطر فیلمهای کایجو و توکوساتسو ، از جمله ایجاد مشترک حق رای گودزیلا و کارگردانی چندین اثر شناخته شده است ، اما در اوایل کار خود نیز در ژانرهای مستند و جنگی فعالیت گسترده ای داشت. هوندا همچنین دوست و همکار مادام العمر آکیرا کوروساوا بود و در طول دهه های 1980 و 1990 به طور گسترده با کوروساوا کار کرد.[1]

## زندگینامه
هوندا در آساهی ، یاماگاتا (که اکنون بخشی از شهر تسوروکا است) متولد شد و پنجمین فرزند هوکان و میهو هوندا بود. او سه برادر داشت: تاکاموتو ، ریوکیچی ، ریوزو و یک خواهر: تومی ، که در دوران کودکی درگذشت. پدر و پدر بزرگ هوندا هر دو راهب بودایی در Churen-je ، معبدی در کوه یودونو بودند ، جایی که هونداها در خانه ای در املاک معبد زندگی می کردند. هونداها برنج ، سیب زمینی ، تربچه دایکون و هویج کشت کردند. آنها همچنین میسو و سس سویا درست کرده و می فروختند. این خانواده همچنین از مزرعه پروانه ابریشم که توسط یکی از برادران هوندا اداره می شد ، درآمد دریافت می کردند. پدر هوندا در تابستانها با فروش عبادت در استان ایوات ، استان آکیتا و هوکایدو درآمد داشت و قبل از زمستان به خانه باز می گشت. 
در حالی که برادران هوندا در شانزده سالگی به تدریس دینی مشغول بودند ، هوندا در مورد علم آموخت.  تاکاموتو ، که پزشک نظامی شد ، هوندا را به تحصیل تشویق کرد و مجلات علمی را برای کمک به او فرستاد ، که این امر عشق هوندا به خواندن و کنجکاوی علمی را آغاز کرد. در سال 1912 ، هونداها به توکیو نقل مکان کردند و در محله تاکایدو در بخش سوگینامی مستقر شدند و در آنجا هوکان رئیس کشیش در معبد بودایی شد. اگرچه او دانشجوی ممتاز در خانه بود ، اما نمرات هوندا در توکیو و مدرسه راهنمایی کاهش یافت. او با موضوعاتی از جمله معادلات مانند شیمی ، زیست شناسی و جبر مبارزه کرد.
پس از انتقال پدرش به معبدی دیگر ، هوندا در مدرسه ابتدایی تاچیبانا در کاوازاکی و بعداً در دبیرستان کوچیوکوشا ثبت نام کرد ، جایی که هوندا در رشته های کندو ، تیر و کمان و شنای ورزشی تحصیل می کرد اما پس از پاره شدن تاندون آشیل خود را رها کرد. هوندا در سال 1937 با کیمی یاماساکی آشنا شد و در سال 1939 به او پیشنهاد ازدواج داد. والدین هوندا و مادر کیمی از او حمایت کردند ، اما پدر کیمی با نامزدی ناگهانی مخالف بود. اگرچه پدر کیمی هرگز ازدواج او را تأیید نکرد ، با این وجود با اطلاع از بارداری او ، 1000 پوند برای او ارسال کرد. این دو به جای برگزاری مراسم ازدواج سنتی ، به سادگی اوراق را در تالار شهر امضا کردند ، در معبد میجی ادای احترام کردند و به خانه رفتند. کیمی هوندا در 3 نوامبر 2018 در سن 101 سالگی درگذشت. این همچنین 64 سالگرد گودزیلا بود.[2]

## فیلم‌شناسی
- گودزیلا (۱۹۵۴)
- کینگ کونگ در برابر گودزیلا (۱۹۶۲)
- گیدورا، هیولای سه‌سر (۱۹۶۴)